# Eoferreola
Eoferreola är ett släkte av steklar som beskrevs av Arnold 1935. Eoferreola ingår i familjen vägsteklar.
Släktet innehåller bara arten Eoferreola rhombica.